# Clusia pallida
Clusia pallida är en tvåhjärtbladig växtart som beskrevs av Adolf Engler. Clusia pallida ingår i släktet Clusia och familjen Clusiaceae. Inga underarter finns listade i Catalogue of Life.